# 郑祎
郑祎（1963年—），汉族陶艺家、商人，第十一至十三届全國政協香港委員。她是前任全國政協委員鄭張永珍之女，考古学家郑德坤孙女。
郑祎1963年出生于英国，1986年获密歇根州立大学绘画学士和动物学学士学位，1988年在旧金山艺术学院获雕塑硕士学位。
她是现任香港乐天陶社社长、香港乐天创意科技有限公司总裁、上海乐天陶社（上海郑祎陶瓷艺术有限公司）总裁、郑祎陶瓷贸易（上海）有限公司总裁、景德镇乐天陶社有限公司总裁、乐天科技创意有限公司总裁、北京乐天陶社总裁。2008年，她当选第十一届全国政协委员，代表中华全国妇女联合会，分入第二十组。她还担任了第十一届上海市政协委员、第十一届景德镇市政协委员。2018年1月，当选第十三届全国政协委员。